# Pegomya unicolor
Pegomya unicolor är en tvåvingeart som först beskrevs av Stein 1898.  Pegomya unicolor ingår i släktet Pegomya och familjen blomsterflugor. Inga underarter finns listade i Catalogue of Life.